# Serbia Open 2011
Il Serbia Open 2011 (anche noto come Serbia Open 2011 powered by Telekom Srbija per ragioni di sponsorizzazione) è stato un torneo di tennis che giocato su campi in terra rossa. È stata la 3ª edizione dell'evento, facente parte dell'ATP World Tour 250 series nell'ambito dell'ATP World Tour 2011. Si è giocato presso il complesso Milan Gale Muškatirović a Belgrado, in Serbia, dal 23 aprile al 1º maggio 2011.

## Partecipanti
| Nazione     | Giocatore              | Ranking | Testa di serie* |
| ----------- | ---------------------- | ------- | --------------- |
| Serbia      | Novak Đoković          | 2       | 1               |
| Serbia      | Viktor Troicki         | 16      | 2               |
| Spagna      | Albert Montañés        | 26      | 3               |
| Spagna      | Guillermo García López | 27      | 4               |
| Stati Uniti | John Isner             | 29      | 5               |
| Lettonia    | Ernests Gulbis         | 31      | 6               |
| Serbia      | Janko Tipsarević       | 36      | 7               |
| Argentina   | Juan Mónaco            | 37      | 8               |

* Le teste di serie sono basate sul ranking al 18 aprile 2011.

### Altri partecipanti
I seguenti giocatori hanno ottenuto una wild card per il tabellone principale:
- Fernando González
- Ernests Gulbis
- Dušan Lajović

I seguenti giocatori hanno ricevuto uno special exempt per il tabellone principale:
- Illja Marčenko
- Miša Zverev

I seguenti giocatori sono passati dalle qualificazioni:

- Martin Kližan
- Alexander Peya
- Franko Škugor
- Adrian Ungur

## Campioni

### Singolare
Novak Đoković ha sconfitto in finale  Feliciano López per 7–6(4), 6–2.
- Per Đoković è il quinto titolo dell'anno e il 23° in carriera. Il serbo è ancora imbattuto fino a questo punto della stagione e con questo successo nel 2011 si è aggiudicato almeno un torneo per ogni categoria: Grande Slam, ATP World Tour Masters 1000, ATP World Tour 500 series, ATP World Tour 250 series.

### Doppio
František Čermák /  Filip Polášek hanno battuto in finale  Oliver Marach /  Alexander Peya con il punteggio di 7–5, 6–2